# Miranda Campa
Pour les articles homonymes, voir Campa (homonymie).
Miranda Campa, née à Genève le 31 janvier 1914 et morte à Rome le 7 mai 1989, est une actrice et doubleuse italienne d'origine suisse.

## Biographie
Née Liliana Campa Capodaglio à Genève, elle étudie le théâtre à  Académie nationale d'art dramatique, et est diplômée en 1938,. Principalement active au théâtre, elle a fait partie, entre autres, des troupes de théâtre de Vittorio Gassman, Andreina Pagnani et Giorgio Strehler du Piccolo Teatro de Milan. Elle a fait ses débuts au cinéma en 1949, jouant des rôles de genre, souvent des figures religieuses. Miranda Campa a également été active comme voix d'actrice et en tant que doubleur.

## Filmographie partielle
- 1950 : 
  - Sigillo rosso
  - Contre la loi (Contro la legge) de Flavio Calzavara
- 1954 :
  - Les Deux Orphelins
  - Le Retour de don Camillo
  - Docteur Antonio (TV)
- 1955 : 
  - Ces demoiselles du téléphone
  - Prisonniers du mal
- 1959 : 
  - Le Chevalier du château maudit
  - Fripouillard et Cie
  - L'Enfer dans la ville
- 1960 : 
  - Les Nuits de Raspoutine
  - Le signore
- 1962 : Journal intime
- 1971 : La Femme du prêtre
- 1981 : Sogni d'oro